# Krystyna Jandová
Krystyna Jolanta Jandová (Janda) (* 18. prosinec 1952 Starachowice) je polská herečka a režisérka.

## Studium
Vystudovala varšavskou divadelní akademii. Již během studií na sebe upozornila rolemi v televizní inscenaci Tří sester a seriálu Czarne chmury. Od roku 1976 byla v angažmá ve varšavském divadle Ateneum.

## Tvorba

### Herečka
Téhož roku vytvořila hlavní ženskou roli ve filmu Andrzeje Wajdy Člověk z mramoru, postavu Agnieszky ztvárnila i v jeho pokračování Člověk ze železa (1981). Smysl pro psychologické herectví uplatnila i v roli Barbary v oscarovém filmu Istvána Szabóa Mefisto. Hrála ve filmu Ryszarda Bugajského Výslech, který byl natočen v roce 1982 a pro otevřené zobrazení praktik používaných polskou tajnou policií v padesátých letech byl uvolněn do distribuce až v roce 1989; poté byl uveden na festivalu v Cannes, kde Jandová získala cenu pro nejlepší herečku. Představila se také v seriálu Krzysztofa Kieślowského Dekalog, Inventáři Krzysztofa Zanussiho a ve filmu Radosława Piwowarského Milenci mojí matky. Celkem ztvárnila přes šedesát divadelních a padesát filmových rolí. Od roku 1988 účinkovala v Teatru Powszechnym.

### Režie
V roce 1995 režírovala celovečerní film Pestka, který je adaptací stejnojmenné knihy Anky Kowalské. Provozuje vlastní kulturní nadaci a založila soukromá divadla Polonia a Och-Teatr. Je rovněž známá jako interpretka písní Marka Grechuty a Agnieszky Osiecké. Píše novinové fejetony, které vydala i knižně. Je stoupenkyní Výboru na obranu demokracie.

## Ocenění
Získala cenu Złota Kaczka pro nejlepší herečku v historii polské kinematografie. Je také nositelkou Řádu umění a literatury, Řádu znovuzrozeného Polska a medaile Gloria Artis.

## Osobní život
Má tři děti, dceru Marii, která je rovněž herečkou (jejím otcem je herec Andrzej Seweryn), a dva syny z manželství s kameramanem Edwardem Kłosińskim.